# 横田美香
横田 美香（よこた みか、1971年8月1日 - ）は日本の農水官僚。内閣人事局内閣審議官、内閣感染症危機管理統括庁内閣審議官などを経て広島県副知事

## 来歴
広島県呉市生まれ。小学5年生から中学3年までを父親の仕事の関係でブラジル・リオデジャネイロにて生活する。広島大学附属高等学校、東京大学法学部卒業。1995年 農林水産省入省（農蚕園芸局総務課配属）。2004年7月 水産庁漁政部加工流通課長補佐。水産物の貿易ルートをつくるための国際交渉の関係に携わった。2018年7月 農林水産省大臣官房参事官兼大臣官房政策課付兼食料産業局。2019年7月 農林水産省経営局就農・女性課長兼大臣官房政策課付兼復興庁統括官付兼内閣官房副長官補付（命：内閣官房就職氷河期世代支援推進室参事官）。2021年4月 富山県副知事。内閣審議官を経て、2025年4月広島県副知事就任。

## 略歴
- 1995年4月：農林水産省入省（農蚕園芸局総務課配属）[3]。
- 1996年6月：農林水産省農産園芸局総務課 兼 農産園芸局植物防疫課。
- 1997年4月：農林水産省食品流通局品質課。
- 1999年4月：農林水産省食品流通局品質課食品企画係長。
- 1999年7月：郵政省放送行政局衛星放送課企画係長。
- 2001年1月：総務省情報通信政策局衛星放送課企画係長。
- 2001年7月：林野庁林政部林政課総務係長。
- 2002年7月：国土交通省土地・水資源局土地情報課長補佐。
- 2004年7月：水産庁漁政部加工流通課長補佐。
- 2012年8月：農林水産省消費・安全局総務課長補佐（総括）。
- 2013年7月：農林水産省食料産業局企画課食品企業行動室長。
- 2015年10月：農林水産省食料産業局食品製造課食品企業行動室長。
- 2017年4月：農林水産省食料産業局食品製造課食品企業行動室長 兼 大臣官房政策課付。
- 2018年7月：農林水産省大臣官房参事官 兼 大臣官房政策課付 兼 食料産業局。
- 2019年7月：農林水産省経営局就農・女性課長 兼 大臣官房政策課付 兼 復興庁統括官付 兼 内閣官房副長官補付（命：内閣官房就職氷河期世代支援推進室参事官）。
- 2021年4月：富山県副知事。
- 2024年4月：内閣人事局内閣審議官[5]。
- 2024年7月：内閣官房内閣感染症危機管理統括庁内閣審議官
- 2025年4月：広島県副知事。[6]

## 人物・発言
小学5年生から中学3年生まで、父親の仕事の関係でブラジルのリオデジャネイロで生活した。この海外での経験が、「日本人」や「日本」を意識する機会を増やし、世の中の仕組みを学びたいという思いから法律を学び、国家公務員という道を選ぶきっかけとなった。
座右の銘は「道は必ず開ける」。何事もポジティブに捉え、諦めないことで必ず道は開けると語っている。

## 政策

#### 農林水産業振興
農水省では、農業、水産業、林業のほか、食品の安全管理や基準策定など多岐にわたる業務に携わる。特に、食品の安全に関する国際的な基準策定や認証制度の構築に関わり、日本の立場を主張する重要な役割を担った。
農業分野の人材育成にも尽力し、人口減少や農業従事者の減少が進む中で、いかに若い世代や女性に農業に興味を持ってもらい、担い手となってもらうかに取り組んだ。
2025年3月、広島県副知事就任時に「全国共通の課題としてやはり農業を担う方々がいなくなるという話が一番大きい。これから農業というのは非常に重要なものだと思うので、できる限り色んな課題を聞いてお役に立ちたい」と語った。

#### 女性活躍推進
富山県副知事時代、SDGsの「ジェンダー平等を実現しよう」に関して質問を受けた際、その実現に最も必要なことは「アンコンシャスバイアス（無意識の偏見）」の解消であると指摘している。「アンコンシャスバイアスにちゃんと気づく。気付いて、それをどうやって治せばいいのかということをちゃんと意識をして、皆さんがそれぞれの人を尊重する社会をつくっていくということが大事」と述べている。また、将来的には「女性の登用」という言葉自体が使われなくなり、「女性対策」という概念がなくなることが目標であると語った。